# Just Keep Walking
Just Keep Walking es el segundo disco sencillo del grupo australiano de rock INXS publicado en 1980, correspondiente a su álbum de debut INXS de ese mismo año.
Just Keep Walking es una canción compuesta por los seis miembros de INXS: Michael Hutchence, Andrew Farriss, Jon Farriss, Tim Farriss, Garry Gary Beers y Kirk Pengilly. El lado B es el tema Scratch, que fue inédito hasta su inclusión en el recopilatorio Stay Young 1979–1982 de 2002.
El sencillo se publicó sólo en Australia por Deluxe Records en formato de 7 pulgadas, y un año más tarde en Reino Unido por RCA y Deluxe.
Fue el primer sencillo en entrar en las listas de éxito australianas y llegó al puesto 38 en ARIA.

## Formatos
En disco de vinilo
7 pulgadas. Octubre 1980 Deluxe Records 103661 . Mayo 1981 RCA RCA 89 .
| Lado A |                     |          |  |
| N.º    | Título              | Duración |  |
| 1.     | «Just Keep Walking» | 2:42     |  |

| Lado B |           |          |  |
| N.º    | Título    | Duración |  |
| 1.     | «Scratch» | 2:10     |  |